# Okręg wyborczy Dorchester
Okręg wyborczy Dorchester powstał w 1295 r. i wysyłał do angielskiej, a następnie brytyjskiej, Izby Gmin dwóch deputowanych. W 1868 r. liczbę mandatów przypadających na okręg zmniejszono do jednego. Okręg obejmował miasto Dorchester w hrabstwie Dorset. Został zlikwidowany w 1885 r.

## Deputowani do brytyjskiej Izby Gmin z okręgu Dorchester

### Deputowani w latach 1295–1660
- 1571: Henry Macwilliams
- 1572–1581: George Carleton
- 1584–1586: Robert Beale
- 1604–1611: Matthew Chubbe
- 1604–1611: John Spicer
- 1621–1622: John Barkins
- 1621–1622: Francis Ashley
- 1628–1629: Denzil Holles
- 1640–1648: Denzil Holles
- 1640–1653: Denis Bond
- 1654–1659: John Whiteway
- 1659: James Gould

### Deputowani w latach 1660-1868
- 1660–1661: Denzil Holles
- 1660–1661: John Whiteway
- 1661–1677: James Gould
- 1661–1679: John Churchill
- 1677–1679: James Gould
- 1679–1680: Francis Holles
- 1679–1681: Nicholas Gould
- 1680–1685: James Gould
- 1681–1685: Nathaniel Bond
- 1685–1689: Edward Meller
- 1685–1689: William Churchill
- 1689–1689: Gerard Napier
- 1689–1690: Thomas Trenchard
- 1689–1690: Thomas Chafin
- 1690–1695: James Gould
- 1690–1690: Robert Napier
- 1690–1695: Thomas Trenchard
- 1695–1698: Nathaniel Bond
- 1695–1708: Nathaniel Napier
- 1698–1701: Robert Napier
- 1701–1702: Thomas Trenchard
- 1702–1705: Nathaniel Napier
- 1705–1710: Awnsham Churchill
- 1708–1709: John Churchill
- 1709–1710: Denis Bond
- 1710–1722: Nathaniel Napier
- 1710–1713: Benjamin Gifford
- 1713–1720: Henry Trenchard
- 1720–1720: Robert Browne
- 1720–1722: Abraham Janssen
- 1722–1723: Edmund Morton Pleydell
- 1722–1727: Joseph Damer
- 1723–1737: William Chapple
- 1727–1751: John Browne
- 1737–1741: Robert Browne
- 1741–1751: Nathaniel Gundry
- 1751–1752: George Damer
- 1751–1761: John Pitt of Encombe
- 1752–1754: George Clavell
- 1754–1762: Joseph Damer, 1. baron Milton
- 1761–1765: Thomas Foster
- 1762–1780: John Damer
- 1765–1789: William Ewer
- 1780–1791: George Damer
- 1789–1790: Thomas Ewer
- 1790–1790: Cropley Ashley
- 1790–1807: Francis Fane
- 1791–1811: Cropley Ashley
- 1807–1812: Robert Williams
- 1811–1812: Charles Henry Bouverie
- 1812–1835: Robert Williams
- 1812–1814: William à Court, torysi
- 1814–1819: Samuel Shepherd
- 1819–1826: Charles Warren
- 1826–1830: Anthony Ashley-Cooper, lord Ashley, torysi
- 1830–1830: Henry Charles Sturt
- 1830–1831: Anthony Ashley-Cooper, lord Ashley, torysi
- 1831–1847: Anthony Henry Ashley-Cooper, Partia Konserwatywna
- 1835–1841: Robert Williams, Partia Konserwatywna
- 1841–1847: James Graham, Partia Konserwatywna
- 1847–1856: George Lionel Dawson-Damer, Partia Konserwatywna
- 1847–1852: Henry Sturt, Partia Konserwatywna
- 1852–1868: Richard Brinsley Sheridan, Partia Liberalna
- 1856–1868: Charles Napier Sturt, Partia Konserwatywna

### Deputowani w latach 1868–1885
- 1868–1874: Charles Napier Sturt, Partia Konserwatywna
- 1874–1885: William Ernest Brymer, Partia Konserwatywna